# ایپی
ایپی (به لاتین: Ippy) یک زیستگاه انسانی در جمهوری آفریقای مرکزی است که در اوآکا واقع شده‌است.

## خصوصیات
ایپی  ۱۶٬۵۷۱ نفر جمعیت دارد.